# Motor Lavet paso a paso

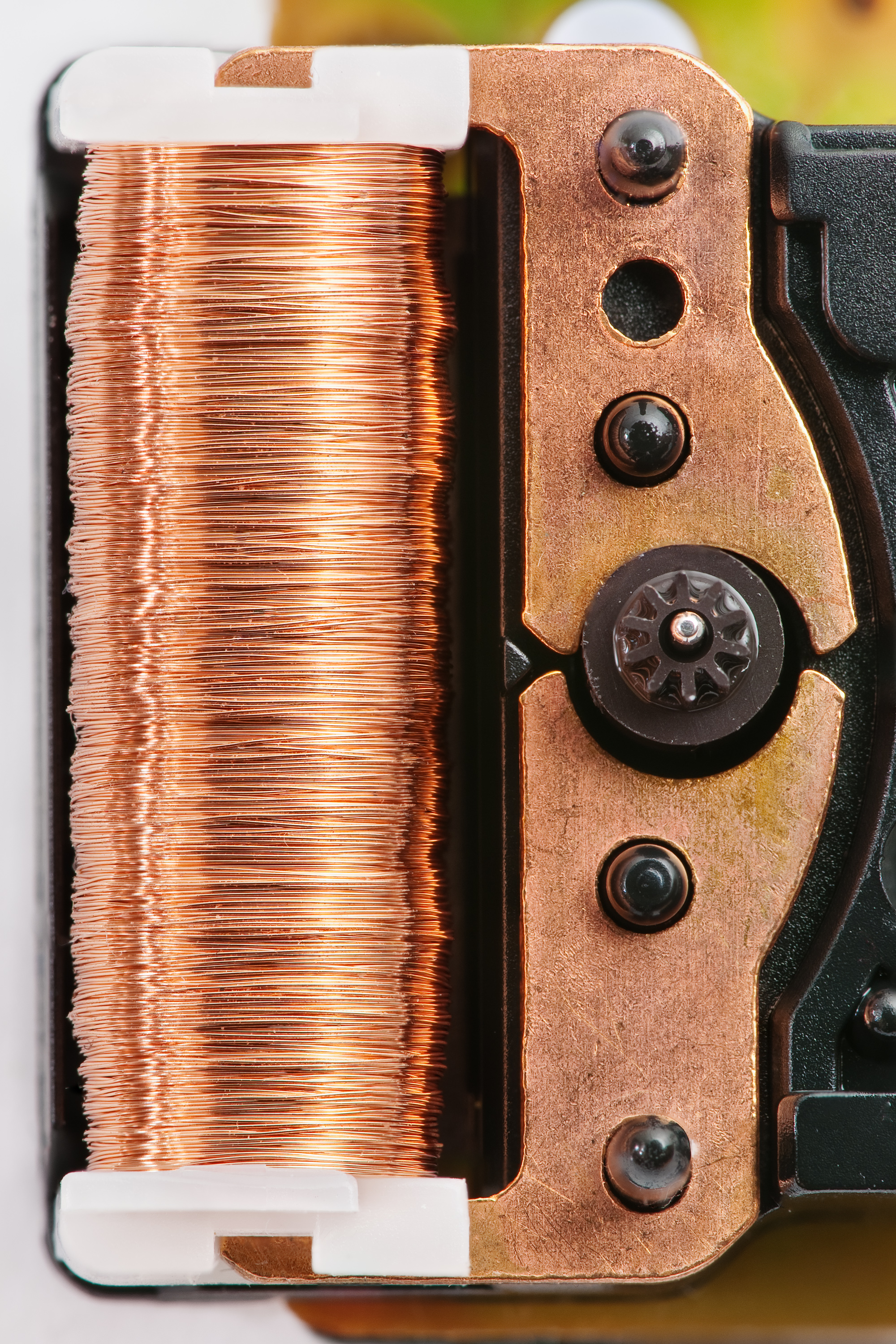
Motor paso a paso tipo Lavet de un reloj de cuarzo. Una rueda dentada de rotor negro proporciona la salida mecánica.

El motor paso a paso tipo Lavet tiene un uso generalizado como accionamiento en relojes electromecánicos y es un tipo especial de motor paso a paso monofásico. Tanto los relojes de cuarzo analógicos como los de movimiento escalonado utilizan el motor paso a paso tipo Lavet (ver Reloj de cuarzo ). Mediante la miniaturización, puede utilizarse en relojes de pulsera y requiere muy poca potencia, haciendo que una batería dure muchos años. El ingeniero francés Marius Lavet es conocido como el inventor de este tipo de accionamientos y lo describió en 1936 en su solicitud de patente FR823395.

## Funcionamiento
Como otros motores monofásicos, el motor Lavet sólo puede girar en una dirección, que depende de la geometría de su estátor . El rotor es un imán permanente. En un reloj, un circuito genera el tren de impulsos bipolares, que entrega alternativamente una tensión positiva y una negativa a la bobina durante períodos cortos (proporcionando una salida mecánica correcta para mover una segunda mano). El motor puede construirse con un imán fuerte y un estátor grande para ofrecer un par elevado, pero principalmente se construye pequeño, para conducir la carga a través de una relación de engranajes baja.

El rotor (círculo) es un imán permanente (con impulsos rojos y verdes). En la figura (a) gira hacia el estátor (punto de cogging xx') para minimizar la reticencia. (Lo hace alejándose de los pequeños huecos de aire semicirculares.) Cuando el electroimán está encendido en la figura (b), su campo magnético horizontal atrae los impulsos del rotor (punto de cogging yy). Este ciclo se repite a través de las figuras (c) y (d) con los impulsos de corriente y magnético invertidos.

El núcleo del estátor se asemeja mucho a un motor de polvo sombreados y define la dirección de rotación según la posición de los agujeros, ranuras o bobinados de sombra a través del estátor. Sin embargo, a diferencia de un motor de polo sombreado, las ranuras se encuentran en posiciones hacia atrás y las posiciones donde el rotor se asienta después de cada ciclo están bien determinadas, lo que no es el caso de los motores de inducción en general, donde el deslizamiento y la carga afectan al ángulo que el rotor gira cada ciclo.
Esenciales para el movimiento del motor Lavet son los puntos de enclavamiento del rotor, que difieren en función de si la bobina del estátor está activada o no. Los puntos de engranaje sin corriente son causados por una fuerza reticente contra un campo magnético directo, en lugar de retrasar la propagación de un flujo magnético alterno, y en la práctica son los ángulos donde el volumen de aire entre los impulsos del rotor magnético y la mayor parte del estátor se reduce al mínimo.

## Motor Lavet de dos pasos
Movimiento del motor Lavet de dos pasos común:
(a) estátor sin corriente, el polo norte del rotor apunta a la parte superior izquierda,
(b) el estátor energizado, el rotor se mueve en sentido horario y el polo norte apunta hacia la derecha después,
(c) después de que la energización del estátor haya disminuido, el rotor se mueve más hasta que el polo norte apunte directamente,
(d) el estátor se activa en sentido contrario, el rotor se mueve en sentido horario y el polo norte apunta hacia la izquierda,
(a') después de que la energía del estátor haya disminuido, el rotor se mueve a su posición inicial (a).
Para girar un motor Lavet, la corriente a través de su bobina de estátor debe cambiar de dirección a cada paso (bipolar) seguido de un intervalo sin corriente mientras el rotor se mueve a su posición reticente.
Aparte de las unidades de reloj, existen muchas variaciones del concepto de Lavet. Un ejemplo son los tipos de instrumentos del salpicadero de los coches.

## Animación
Animación de un motor paso a paso tipo Lavet utilizado en un movimiento de reloj de cuarzo analógico.

## Patentes
- Solicitud FR 823395 "Mejoras en los sistemas y aparatos de control eléctrico a distancia, en particular a los motores y relojes síncronos" Fecha de presentación 28.09.1936, Solicitante: Hatot, Inventor: Marius Lavet (idioma: francés).

- Solicitud de EE. UU. 4550279 "Step-by-step motor unit" Fecha de presentación 07.09.1983, Solicitante: Fábricas de horlogerie De Fontainemelon SA, Inventor: Eric Klein (explicación del concepto en inglés).